# Flaga stanowa Hawajów
Flaga stanowa Hawajów ma niemal taki sam wzór jak przyjęta w 1816 roku flaga Królestwa Hawajów. Łączy symbole Wielkiej Brytanii i USA (trójbarwne pasy bandery z XIX wieku). Osiem pasów symbolizuje osiem głównych wysp archipelagu: 
- Hawaiʻi
- Maui
- Kahoʻolawe
- Lānaʻi
- Molokaʻi
- Oʻahu
- Kauaʻi
- Niʻihau

Przyjęta 20 maja 1845 roku. Proporcje 1:2.